# 츠키시로 유키토
츠키시로 유키토(月城 雪兎 쓰키시로 유키토[*], 번안: 오청명)는 《카드캡터 사쿠라》의 등장인물이다. 키노모토 사쿠라(번안: 유체리)가 짝사랑하는 인물이며, 키노모토 토우야(번안: 유도진)의 애인이다.

## 소개
서글서글하고 웃는 인상으로, 친절한 성격의 인물이다. 수재에 운동 능력이 뛰어나지만, 어떤 운동부에도 속하지 않지만 종종 여러 운동부의 대타로 활약한다. 학교의 인기인이며, 사쿠라와 리 샤오랑(번안: 이소랑)이 동경하는 인물이다.
상당한 대식가로 보통 사람의 3배는 먹는다. 이는 부족한 본체인 '크로우 카드'의 또 다른 수호자 유에가 태양의 빛을 받아 빛나는 달의 특성으로 스스로 마력을 만들어 낼 수 없기 때문에, 타인의 마력을 받아야 존재를 유지할 수 있기 때문이다. 아직 새로운 주인 사쿠라가 마력이 충분하지 않았을 때 마력이 약해 사라질 뻔했지만, 토우야의 마력을 넘겨받아 회복할 수 있었다.
사쿠라의 오빠인 토우야와 함께 아르바이트를 하는 경우가 많으며, 토우야는 유키토의 단짝이자 그가 가장 좋아하는 사람이기도 하다. 유키토는 유에의 모습일 때의 기억은 못 하지만 유에는 유키토 일 때의 기억을 갖고 있다. 유에의 존재와 자신이 인간이 아닌 것을 깨닫지 못하는 반면, 무의식중에 토우야에게 인간이 아닌 것을 알리고 싶지 않다고 생각한다. 이후 자신이 인간이 아닌 것을 알아차리고 혼란스러워하지만, 토우야의 조언을 들으며 자신의 모습을 받아들인다.
클리어 카드 편에서는 사쿠라와 케로와 함께 '카드 캡터' 활동에 대해서 편하게 얘기하며, 또 다른 자신인 유에를 만나보고 싶어 한다.

### 내용주
1. ↑  그 이유는, 유에가 가진 달의 마력에 매료된 영향이다. 《카드캡터 사쿠라》. ISBN 2003310011740. 서울문화사. 6권 121쪽.